# 夢王國與沉睡中的100位王子殿下
《夢王國與沉睡中的100位王子殿下》，簡稱《夢100》，是一款戀愛養成題材消除類遊戲，由GCREST製作，在2015年推出，對應Android和iOS平台，繁體中文版由戰谷代理，简体中文版由bilibili代理。另有推出同名小說作品、Web動畫和角色歌曲CD，2018年7月起播出同名電視動畫。

## 遊戲機制
玩家扮演一名來到異世界「夢之王國」的少女，她在找出自己來到這個世界的原因的過程中邂逅了一百位王子。玩家在遊戲開始時可以從15位王子中選擇一名王子，並在旅途中不斷邂逅王子，玩家可以將蒐集到的王子編列成隊伍，以消除的方式進行對戰擊敗敵人「食夢魔」，並四處探險推進劇情。

## 開發
製作人佐野哲也表示，製作團隊努力地傾聽公司和集團內部女性員工的意見，並以客觀的角度來評價企劃內容，他認為這是遊戲受歡迎的原因。

## 外部連結
- 游戏官方网站（日語）
- 游戏官方网站（繁体中文服）
- 游戏官方网站（简体中文服）
- Web动画官方网站（日語）
- TV动画官方网站（日語）
- 夢王國與沉睡中的100位王子殿下的Facebook專頁